# Aloe leedalii
Aloe leedalii là một loài thực vật có hoa trong họ Măng tây. Loài này được S.Carter mô tả khoa học đầu tiên năm 1994.